# Walter Brennan
Walter Brennan    (25. srpnja 1894.-  21. rujna 1974.), legendarni američki filmski glumac, trostruki oskarovac.
Zapažen je i zapamćen kao jedan od prvih karakternih glumaca u filmskoj povijesti.
Rođen je u obitelji irskih useljenika u Swampscottu, Massachusetts. Kršten je kao Walter Andrew Brennan.
Kroz obrazovanje javlja se njegov interes za glumu, pa prvotno glumi u vodviljima.
Vrlo mlad, odlazi u borbu u Prvi svjetski rat, gdje mu bojni otrov oštećuje glasnice i prerano ga postarava.
Nakon povratka iz rata, biva upleten u tržište nekretnina gdje zgrće bogatstvo, koje gubi krajem 1920-ih slomom burze.
Našavši se bez novaca, prihvaća manje uloge i radi kao kaskader.
Njegov talent vrlo je brzo prepoznat i honoriran s čak tri Oscara.
Jedini je osvojio tri Oscara za sporednog glumca.
Svaki put kad je bio nominiran, odnio je pobjedu.
Samo tri puta glumio je zlikovca.
Zbog toga su statisti izgubili pravo glasa za glumce koji su nominirani za Oscara.
Walter je često glumio likove koji su bili puno stariji od njega u stvarnom životu.
Ostvario je oko 230 uloga na filmu i televiziji u karijeri koja je trajala 50 godina.
Bio je oženjen i imao kćerku i dva sina, a njegova udovica doživjela je 99 godina, te je pokopana pokraj njega.

## Vanjske poveznice
- Walter Brennan u internetskoj bazi filmova IMDb-u (engl.)